# 정양웅
정양웅(鄭良雄)은 조선민주주의인민공화국의 탁구 선수였다. 1965년 유고슬라비아 류블랴나 세계선수권대회에서 단체 동메달을 획득하였다.